# Veraguas
Veraguas is een provincie van Panama, gelegen in het middenwesten van het land en grenzend aan zowel de Grote Oceaan als de Caribische Zee. De hoofdstad is de stad Santiago de Veraguas.
De provincie heeft 226.991 inwoners (2010) die wonen op een oppervlakte van ruim 10.587 km².

## Districten
De provincie bestaat uit twaalf gemeenten (distrito); achter elk district de hoofdplaats (cabecera):
- Atalaya (Atalaya)
- Calobre (Calobre)
- Cañazas (Cañazas)
- La Mesa (La Mesa)
- Las Palmas (Las Palmas)
- Mariato (Llano de Catival o Mariato)
- Montijo (Montijo)
- Río de Jesús (Río de Jesús)
- San Francisco (San Francisco)
- Santa Fe (Santa Fé)
- Santiago (Santiago)
- Soná (Soná)

Bocas del Toro · Chiriquí · Coclé · Colón · Darién · Herrera · Los Santos · Panamá · Panamá Oeste · Veraguas